# Río Teribe
Le rio Teribe est une rivière de la République du Panama située dans la province de Bocas del Toro, dans l'ouest du pays.

## Géographie
Le rio Teribe, prend sa source au pied du Cerro Shurivo, côté panaméen, à une altitude d'environ 3 000 m. Après quelques avoir parcouru quelques kilomètres au Panama, il pénètre au Costa Rica avant de revenir au Panama près de la frontière dans la comarque Naso Tjër Di, et se jette dans le rio Changuinola, dont il est le principal affluent, près de la ville de Changuinola.
Long de 110 km, il est le lieu de naissance du peuple indigène Naso, qui vénère la rivière. Son parcours est composé de nombreuses courbes et rapides ; chaque année, il déborde assez fréquemment. Le rio Teribe traverse plusieurs villes telles que Charagare, Doreiyik et Sieyic (es) .
Ses principaux affluents sont; sur la rive droite le rio Teribe Alto, le rio Texbi et le rio Bonyic et sur la rive gauche le rio Sini et le rio Wönust.